# آنا برنابيتش
آنا برنابيتش (بالصربية: Ана Брнабић) من مواليد 28 سبتمبر 1975 في بلغراد، هي رئيسة وزراء صربية منذ 15 يونيو 2017. وهي أول امرأة وأول سياسي يعلن عن كونه مثلي الجنس يتولي المنصب في صربيا.
كانت في السابق وزيرة الإدارة العامة والحكم الذاتي المحلي لصربيا من 11 أغسطس 2016 حتى 29 يونيو 2017، تحت رئاسة رئيس الوزراء ألكسندر فوتشيتش ورئيس الوزراء بالنيابة ايفيتسا داتفتشك. بعد أن تم تنصيب ألكسندر فوتشيتش كرئيس صربيا في 31 مايو 2017، اقترح برنابيتش خلفًا له في يونيو.
تم التصويت على حكومتها في 29 يونيو 2017 بأغلبية 157 من أصل 250 عضو في جمعية صربيا الوطنية.
في عام 2018، صنفت مجلة فوربس برنابيتش في الرتبة 91 كأكثر امرأة نفوذاً في العالم وفي المرتبة 21 كأكثر امرأءة قائدة ومشرعة سياسية.
برنابيتش هي ثاني امرأة مثلية الجنس علنا تشغل منصب رئيسة للحكومة وخامس شخص مثلي الجنس علنا يشغل منصب رئيس للحكومة في العالم. في سنة 2020، تعتبر برنابيتش واحدة من ثلاثة رؤساء الحكومات مفصحين عن مثليتهم علنا، الآخران هما ورئيس وزراء لكسمبورغ كزافييه بيتل وتيشيخ (رئيس وزراء آيرلندا) ليو فرادكار.
في عام 2019، أنجبت شريكتها ميليتسا دجوردجيتش طفلاً. وما يجعل برنابيتش أول شخص مثلي الجنس علنا في علاقة مثلية يقوم شريكه أو شريكته بإنجاب طفل وهو يشغل منصب رئيس وزراء دولة.

## النشأة
ولدت برنابيتش في بلغراد. ولد جدها لأبيها: أنطون برنابيتش، وهو ضابط عسكري يوغوسلافي، في جزيرة كرك (جمهورية كرواتيا الحالية). حارب مع بارتيزان يوغوسلاف أثناء الحرب العالمية الثانية، وكان في رتبة مقدم بعد الحرب. ولدت جدتها لأبيها: ميكا في بوزيغا (في صربيا). جدها وجدتها لأمها من بابوشنيتسا. ولد والدها زوران في أوجيتشي في عام 1950 وأنهى دراسته في بلغراد، حيث عاشت الأسرة.

## المسيرة الدراسية والمسيرة المهنية
تحمل برنابيتش شهادة ماجستير في إدارة الأعمال من جامعة هل في المملكة المتحدة، وقد عملت على مدى عشر سنوات مع المنظمات الدولية والمستثمرين الأجانب، ووحدات الحكم الذاتي المحلي، والقطاع العام في صربيا.
قبل تعيينها في حكومة صربيا، كانت مديرة شركة كونتينوتال وايند صرييا (بالصربية: Continental Wind Serbia) حيث عملت في تنفيذ استثمار 300 مليون يورو في حديقة الرياح في بلدية كوفين. شاركت في تأسيس المؤسسة وكانت أول مديرة تنفيذية، بالإضافة إلى كونها عضوا في مجلس إدارة مؤسسة بيكسيم (بالصربية: Peksim) غير الربحية. شاركت في شركات استشارية أمريكية مختلفة كما نفذت مشاريع مموَّلة من الوكالة الأمريكية للتنمية الدولية في صربيا. كانت نائبة مدير مشروع صربيا للتنافس، والخبيرة في برنامج إصلاح الحكم الذاتي المحلي في صربيا، والمنسقة الأعلى لبرنامج التنمية الاقتصادية للبلديات. شاركت في تأسيس التحالف الوطني من أجل التنمية الاقتصادية المحلية ناليد (NALED) في عام 2006. وقد بذلت جهودًا كبيرة لبناء قدرات «ناليد» لتمثيل مصالح قطاع الأعمال ووحدات الحكم الذاتي المحلي والمجتمع المدني في صربيا. خلال هذه المشاركة، شاركت في إدخال مفهوم التنمية الاقتصادية المحلية في صربيا وبناء إمكانات البلديات لتحسين بيئة الأعمال على المستوى المحلي مع الترويج الفعال للاستثمارات. أصبحت عضوًا وبعد ذلك رئيسة مجلس إدارة ناليد.

## الحياة السياسية

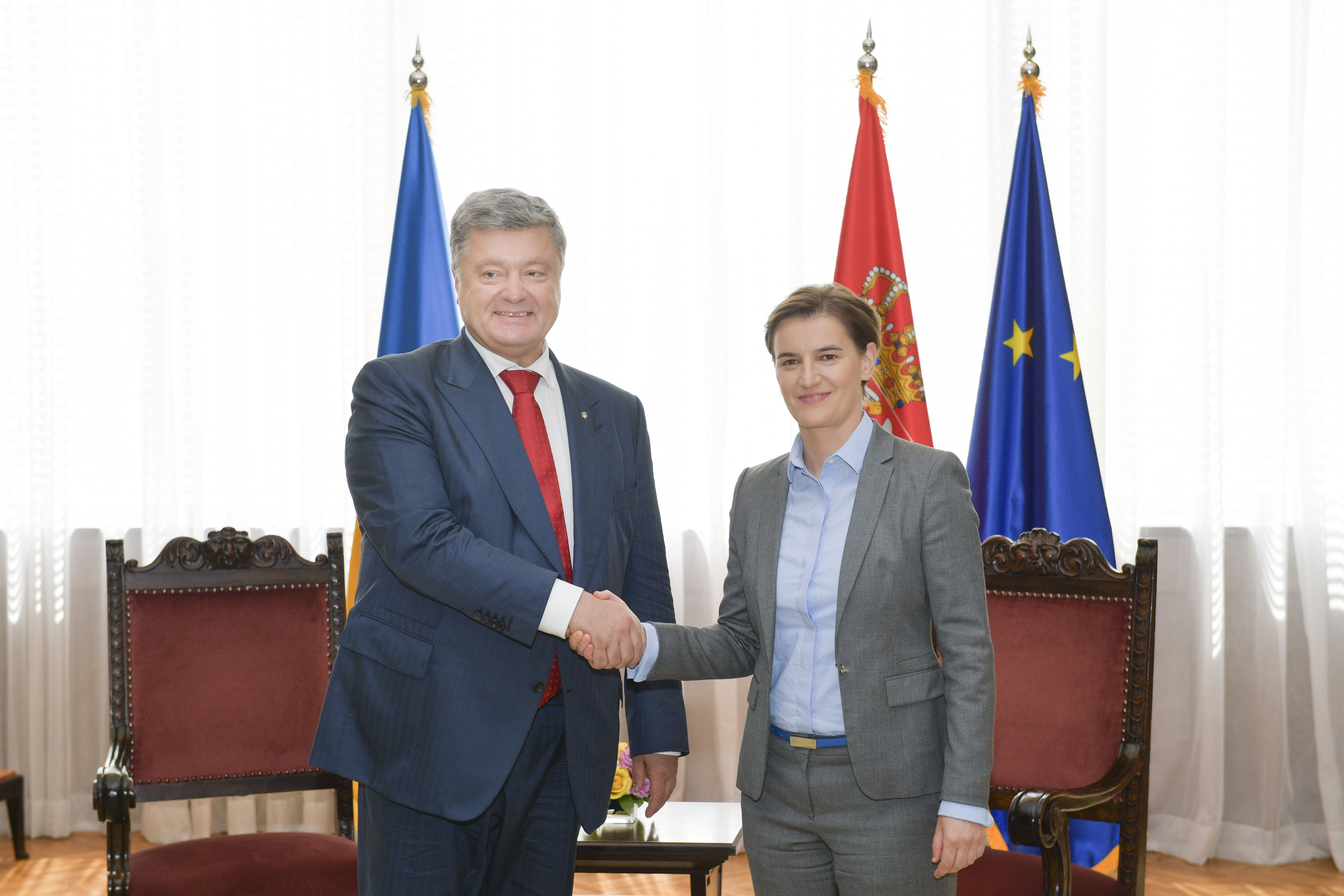
برنابيتش مع رئيس أوكرانيا بترو بوروشنكو في 2018

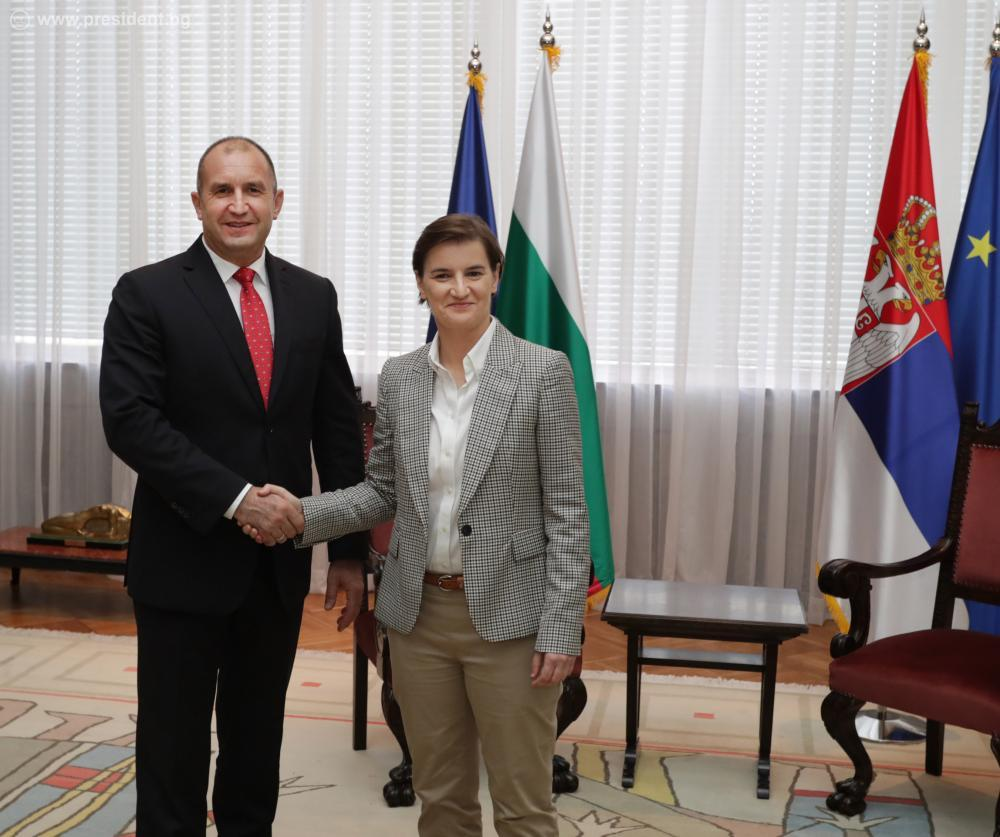
برنابيتش مع الرئيس البلغاري رومن راديف أثناء زيارته الرسمية إلى بلغراد

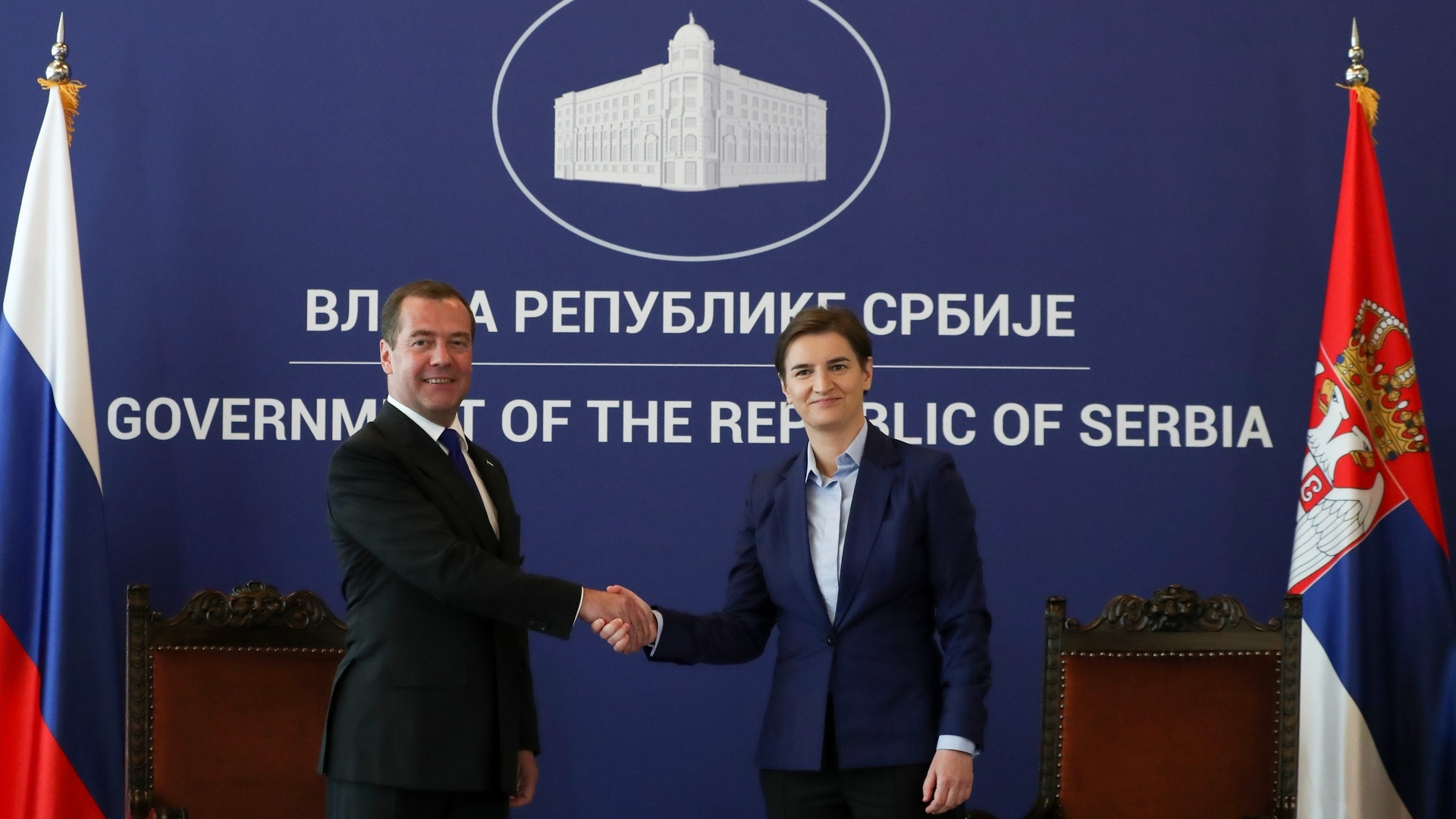
برنابيتش مع رئيس الوزراء الروسي ديمتري ميدفيديف خلال زيارته لصربيا

في أغسطس 2016 تم تعيينها كوزيرة للإدارة العامة والحكم الذاتي المحلي. وبالإضافة إلى ذلك فهي رئيسة مجلس ريادة الأعمال الابتكاري وتكنولوجيا المعلومات في حكومة صربيا، وكذلك مجلس الجمهورية للأقليات القومية ونائب رئيس مجلس الجمهورية لإصلاح الإدارة العامة. تم تعيينها كرئيسة وزراء صربيا منذ يونيو 2017.
تعرف برنابيتش نفسها على انها رئيسة وزراء مؤيدة لأوروبا وتكنوقراطية. وأوضحت أن أولويات حكومتها هي التحديث، إصلاح التعليم والرقمنة. من ناحية أخرى، تعرضت برنابيتش لانتقادات لأنها ترأس حكومة محافظة وقومية تضم أيضا وزراء معادين علنا للغرب وموالين لروسيا.
في مايو 2018، تولت برنابيتش وزارة المالية حتى يتم تعيين وزير جديد في أعقاب استقالة دوشان فويوفيتش في 29 مايو 2018، وعينت سينيشا مالي (رئيس بلدية بلغراد سابقا) كخليفة لفوجوفيتش في هذا المنصب. في 26 يوليو 2018، استضافت برنابيتش حفلًا في الكونغرس الأمريكي في واشنطن، والذي أقيم بمناسبة الذكرى المئوية لرفع العلم الصربي أمام البيت الأبيض.
في فبراير 2019، ذكرت مؤسسة فريدوم هاوس أنه حسب الحرية في العالم فقد انخفض وضع صربيا من حرة إلى حرة جزئيًا بسبب التدهور في إجراء الانتخابات، والمحاولات المستمرة من قبل الحكومة ووسائل الإعلام المتحالفة معها لتقويض الصحفيين المستقلين من خلال حملات المضايقة القانونية وتشويه السمعة، وتراكم القوى التتفيذية للرئيس فوتشيتش التي تتعارض مع دوره الدستوري. يصفها زعماء المعارضة وبعض المراقبين بأنها مجرد دمية في يد فوتشيتش، التي تعتبر رئاستها وفقًا للدستور الصربي صورية إلى حد كبير مع عدم وجود سلطة تنفيذية كبيرة. لم تنكر برنابيتش هذا مطلقًا، بل قالت إنه يجب أن يكون فوتشيتش بمثابة «مرشد» لرئيس الوزراء.
في أكتوبر 2019، أكدت رئيسة الوزراء أنها قد انضمت إلى الحزب التقدمي الصربي الحاكم. في 25 أكتوبر 2019، وقعت برنابيتش اتفاقية تجارة حرة بين صربيا والاتحاد الاقتصادي الأوروآسيوي، لتوسيع قائمة المنتجات الصربية التي يمكن تصديرها إلى أراضي الاتحاد الاقتصادي الأوروآسيوي.

### إنكار الإبادة الجماعية
في مقابلة في 14 نوفمبر/تشرين الثاني 2018 مع هيئة الإذاعة الألمانية العامة دويتشه فيله، نفت برنابيتش أن المجازر بحق البوسنيين في يوليو/تموز 1995 من قبل قوات صرب البوسنة في سربرنيتسا كانت إبادة جماعية. بعد أسبوعين من ذلك، تبنى البرلمان الأوروبي قراراً قال فيه إن البرلمان يأسف لاستمرار رفض الإبادة الجماعية في سريبرينيتسا من قبل بعض السلطات الصربية، وأشار إلى أن التعاون الكامل مع المحكمة الجنائية الدولية ليوغوسلافيا السابقة وآليته الخلفية يشمل قبول أحكامها.

### تصريحات حول تدخل عسكري محتمل في كوسوفو
في كانون الأول/ ديسمبر 2018، تعليقا على التحويل المعلن لقوة أمن كوسوفو إلى القوات المسلحة لكوسوفو، قالت برنابيتش: "آمل ألا نضطر لاستخدام جيشنا، ولكن في الوقت الحالي، هذا هو أحد الخيارات المطروحة على الطاولة". لا يمكن للمرء أن يشهد تطهيرا عرقيا جديدا للصرب والعواصف الجديدة - على الرغم من أن إيدي راما يريدهم. عندما يعلم شخص ما أن لديك جيشًا قويًا يجب عليه الجلوس والتحدث معك".
بالإضافة إلى ذلك، في مايو 2019، قال وزير خارجية كوسوفو بهجت باتسولي إنه لن يسمح لبرنابيتش بدخول كوسوفو بسبب أيديولوجيتها العنصرية، على حد قوله. خلال تسليم برنابيتش للمفوضية الأوروبية تقريرا مرحليا 2019، وقال: «يتنافس كل من هاراديناي، ثاتشي وكادري فيسيلي|فيسيلي لمعرفة من أكثرهم شعورا بالقومية والشوفينية. أكثر ما يخيفني هو أننا نتعامل مع أشخاص غير عقلانيين، أسوأ أنواع الشعبوية، الأشخاص الذين خرجوا حرفيًا من الغابة.» قوبل ذلك بانتقادات قوية، خاصة من قِبل مستخدمي تويتر، الذين شاركوا في حملات مع الهاشتاج «#خرجحرفيامنالغابة» (#literallyjustergedfromthewoods) من أجل السخرية من رئيسة الوزراء.

### حقوق المثليين

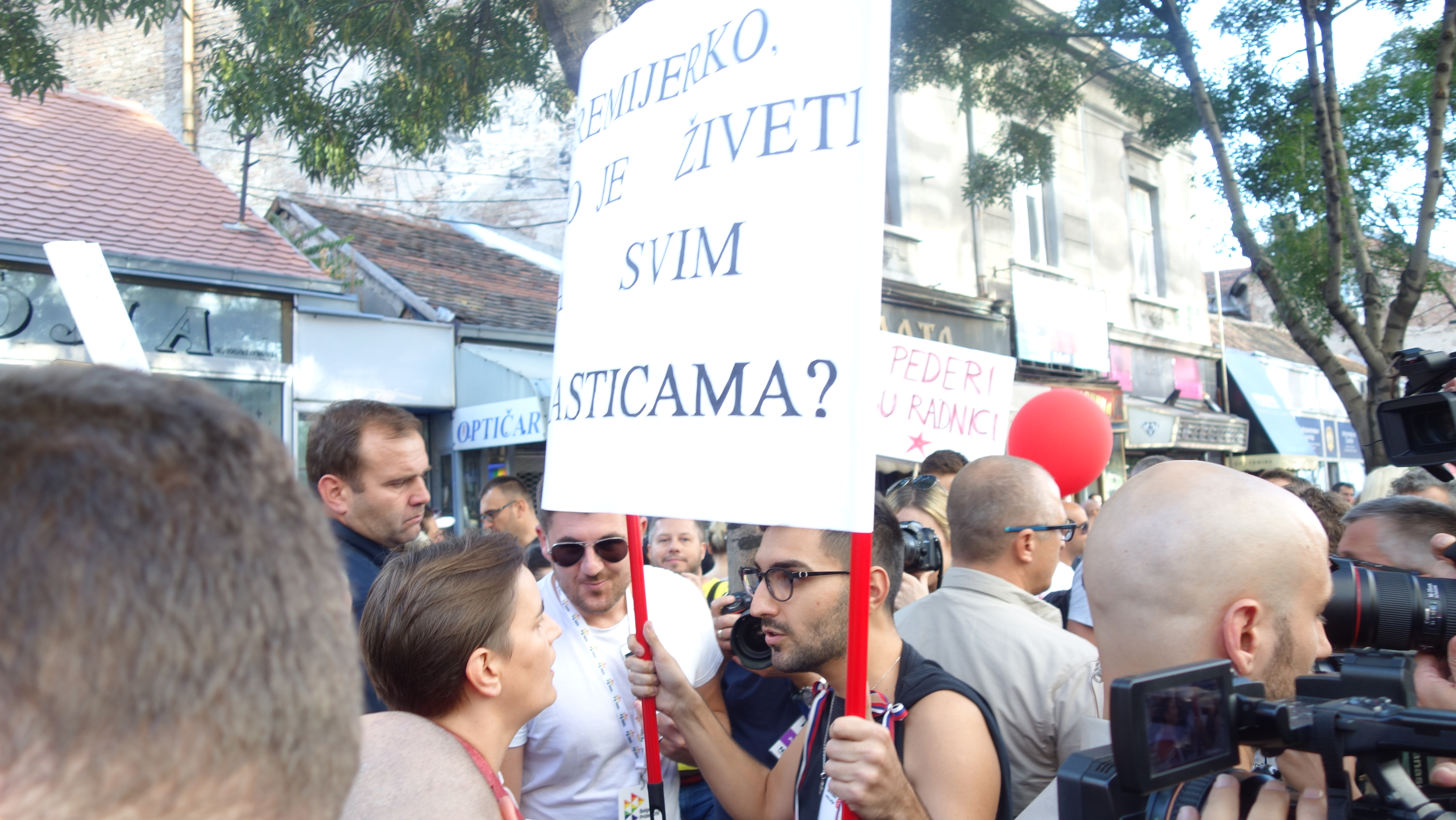
علامة رفعها أحد المشاركين في مسيرة فخر بلغراد 2019 تقول لبرنابيتش: "رئيسة الوزراء، كيف يبدو العيش بامتيازات؟"

بعد تعيينها رئيسة للوزراء، قالت إنها لا تريد أن يتم تسميتها رئيسة الوزراء المثلية في صربيا وأنها لا تخطط «لدفع الإصلاحات القانونية للمثليين في هذه المرحلة» لأنها أرادت إعطاء الأولوية لإصلاحات السياسة الأخرى. أصبحت في سبتمبر 2017 أول رئيسة حكومة لدولة من دول البلقان تشارك في مسيرة فخر المثليين عندما شاركت في مسيرة فخر بلغراد للمثليين. في هذا الحدث، قالت برنابيتش:
في سبتمبر 2018، صرحت برنابيتش بأنها تناصر حقوق الميراث للشركاء المثليين. في فبراير 2019، أنجبت ميليتسا دجوردجيتش، شريكة برنابيتش المثلية، ابنًا اسمه إيغور، لكن زواج المثليين محظور دستوريًا ولا يتم تنظيم الأبوة والأمومة عند المثليين في صربيا. وفقًا لوكالة فرانس برس، «آنا برنابيتش هي واحدة من أوائل رؤساء الوزراء الذين أنجبت شريكتها أثناء توليتهم المنصب... والأولى في العالم في شراكة مثلية». خلص بعض الصحفيين ونشطاء المثليين إلى أن برنابيتش فشلت في الدفاع عن المساواة لحقوق المثليين في صربيا.

## الأوسمة
حصلت على العديد من الجوائز على مشاريع التنمية التي عملت عليها، ومن أجل تعزيز الأعمال التجارية المحسوبة اجتماعيا والتسامح.
| الوسام | الوسام                                                         | البلد                                 | التاريخ      | المكان     |
| ------ | -------------------------------------------------------------- | ------------------------------------- | ------------ | ---------- |
|        | وسام جمهورية صرب البوسنة (البوسنة والهرسك/جمهورية صرب البوسنة) | البوسنة والهرسك / جمهورية صرب البوسنة | 9 يناير 2019 | بانيا لوكا |

## الحياة الخاصة
برنابيتش مثلية الجنس وهي خامس رئيس حكومة في العالم في العصر الحديث يعلن عن كونه مثلي الجنس (بعد رئيسة وزراء آيسلندا السابقة من 2009 إلى 2013 يوهانا سيغورذاردوتير ورئيس وزراء بلجيكا السابق من 2011 إلى 2014 إليو دي روبو ورئيس وزراء لكسمبورغ الحالي منذ سنة 2013 كزافييه بيتل ورئيس وزراء أيرلندا الحالي منذ سنة 2017 ليو فرادكار). وهي ثاني امرأة مثلية الجنس علنا تترأس حكومة وطنية بعد رئيسة وزراء آيسلندا السابقة من 2009 إلى 2013 يوهانا سيغورذاردوتير. في سنة 2020، تعتبر آنا برنابيتش واحدة من ثلاثة رؤساء الحكومات مفصحين عن مثليتهم علنا، الآخران هما ورئيس وزراء لكسمبورغ كزافييه بيتل وتيشيخ (رئيس وزراء آيرلندا) ليو فرادكار.
أصبحت في سنة 2017 أول رئيسة حكومة لدولة من دول البلقان تشارك في مسيرة فخر المثليين عندما شاركت في مسيرة فخر بلغراد للمثليين.
في عام 2019، أنجبت شريكتها ميليتسا دجوردجيتش طفلاً. وما يجعل برنابيتش أول شخص مثلي الجنس علنا في علاقة مثلية يقوم شريكه أو شريكته بإنجاب طفل وهو يشغل منصب رئيس وزراء دولة.

## روابط خارجية
- آنا برنابيتش على موقع مونزينجر (الألمانية)